# 顶级掠食者

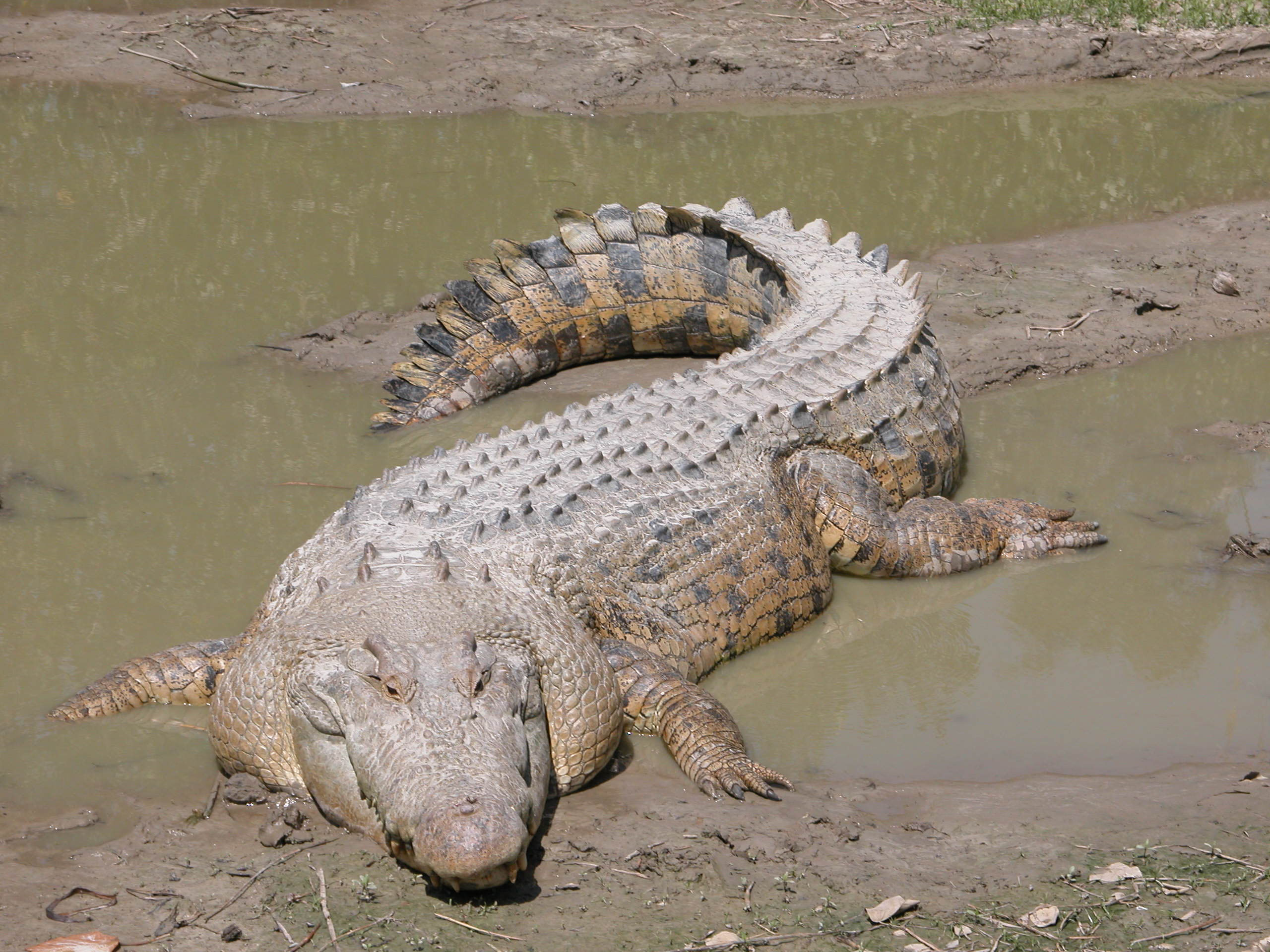
河口鳄是現存世界上最大的爬行動物，亦為濕地食物鏈的顶级掠食者。

顶级掠食者（英語：apex predator）或稱超级掠食者（superpredator），是指一掠食性物種在其生活範圍的食物链中，不存在營養級比其更高、甚至對其進行掠食的物種。如大型貓科動物、熊、鳄鱼、虎鯨、蟒蛇、老鷹等，其存在能維持生态系统中各物種數量的平衡及食物鏈的穩定做出贡献。然而，頂級掠食者並不限定是肉食性動物，也有部分雜食性動物亦能列入頂級掠食者的行列，例如棕熊及人類；頂級掠食者亦非均為巨型動物，如獵殺恐鳥的哈斯特鷹。地球上最早的顶级掠食者，不管海洋或陸地，都是無脊椎動物（如奇蝦、雷蠍、广翅鲎、巨脈蜻蜓），後來該角色皆被脊椎動物取代至今。
對人類能構成危險的生物，也不一定能夠列入頂級掠食者。再者，有些非掠食性的草食性動物，諸如河馬、犀牛和象等也證實對人類更具危險（相對於大型掠食性動物而言）。就算是非常致命的物種（如虎頭蜂、黑寡婦蜘蛛、以色列金蠍、眼鏡蛇科、響尾蛇屬、海蛇、芋螺屬、藍環章魚、僧帽水母或箱型水母等），雖能在攻擊瞬間對人類造成嚴重，甚至是致命的傷害，但這些生物本身在食物鏈上仍有天敵也無法捕食大型獵物，因此亦稱不上是所謂的頂級掠食者。

## 生態角色
以下生物在一般情況下，在其生存環境中都是食物鏈的最頂層（因為頂級掠食者的親緣物種通常也在自身種群棲息的生態系統扮演頂級掠食者角色，故以下僅列出作為頂級掠食者的著名代表物種）：

### 史前頂級掠食者

#### 寒武纪
- 惧怪虫，一种干群毛颚动物。它们生活在寒武纪早期，大约520Ma。它与奇虾同被视为地球上第一批頂級掠食者。
- 奇蝦，屬恐蝦綱，一類於美國、加拿大、波蘭、澳洲及中國的寒武紀沉積岩均有發現的古生物，體長可達1公尺或更長，是地球上第一群頂級掠食者，也是當時最大的生物之一，以三葉蟲等無脊椎動物和早期的脊索動物為食。奇蝦擁有強壯的嘴部結構、兩個狀似蝦尾部的附肢和一對很大的複眼用以捕捉獵物。

#### 志留纪
- 广翅鲎，即板足鱟目，又名海蠍，是蠍子的近親，其中包含史上最大的節肢動物，最大可達3公尺，為奧陶紀、志留紀和早泥盆紀時期海洋和淡水的頂級掠食者，生態位相當於今日的虎鯨、鱷魚或大型掠食性鯊魚。掠食性海蠍身體呈琵琶形，具有輕便的裝甲和流線型的身體，使其能快速游動的同時也兼具防禦功用，有一雙複眼和一對螯肢用以獵食魚類、三葉蟲、房角石和其他海蠍。
- 雷蠍，又名布龍度蠍子，是志留紀一種長1公尺的水生蠍子，雷蠍像現今的蠍子，但體型巨大，也有更大的複眼，身體構造也更適合棲息於海洋環境。牠們以魚類、棘魚綱、鰭甲魚綱、其他海蠍及三葉蟲為食。其近親肺蠍則為石炭紀早期的陸棲蠍子，皆為當時的頂級掠食者。

#### 泥盆纪
- 鄧氏魚，生存於距今約3.82億至3.59億年前的泥盆紀晚期，為當時最大的海洋掠食者，體長超過8公尺，是已知體型最大的盾皮魚。會利用巨大的齒片切碎獵物，大嘴同時也能產生強大的吸力，能瞬間將獵物吸進嘴裡。鄧氏魚的主食是其他魚類及無脊椎動物，也會捕食同類。

#### 石炭纪
- 根齒魚，為石炭紀晚期淡水湖沼、河流與沼澤地區的頂級掠食者，以中小型的兩生類與魚類為食。估計其體長為6~7公尺，為目前已知體型最大的非四足動物肉鰭魚類。
- 巨脈蜻蜓，屬於已滅絕的魁翅目，外貌酷似現生蜻蛉目。巨脈蜻蜓生存於3億年前的石炭紀晚期雨林，翼展超過75公分，是目前已知有史以來最大的飛行昆蟲，以陸地上或水中的其他大型節肢動物及小型脊椎動物為食。
- 引螈，是石炭纪至早二叠纪最大的食肉动物之一，为半水生，但根据其骨组织解剖学分析，引螈并不高度水生，且不会常与合弓纲等竞争。

#### 二叠纪
- 普氏锯齿螈，一种灭绝的大型离片椎目两栖动物，生存于早二叠世。体长可达5米以上，头部细长酷似鳄鱼，主要以鱼类为食。
- 異齒龍，又名長棘龍，生存於二疊紀早期的北美和歐洲，屬於早期合弓綱的大型掠食者，身長約3.5~4.5公尺，特徵是背部的高大背帆，類似獸腳類恐龍裡的棘龍。頭顱骨中有兩種不同型態的牙齒，使其能捕捉體型和自身相近的獵物（例如基龍和鋸齒龍類）。
- 狼蜥獸，生存於2億5300萬年前的二疊紀晚期，四肢直立於身體下方。頭顱骨長45公分，具兩顆巨大的犬齒，身長約4~5公尺，骨頭上有強壯肌肉附著。狼蜥獸為其所屬的麗齒獸科當中體型最大的物種，是最早發展出用犬齒擊殺獵物的掠食者之一，以鋸齒龍類和二齒獸下目為食。狼蜥獸和其近親麗齒獸皆為二疊紀晚期的頂級掠食者。
- 旋齒鯊，生存於二疊紀時期的海洋，屬於尤金齒目，是鯊魚的近親。估計身長最大可能超過12公尺。具有特化的牙齒，形似圓盤鏈鋸，用以捕捉大型頭足類，和其親緣物種剪齒鯊一樣為古生代海洋的頂級掠食者。

#### 三叠纪
- 法索拉鱷，三疊紀時期的頂級掠食者，體型最大的勞氏鱷科，體長8-10公尺，具有可以媲美大型獸腳類恐龍的頭顱骨以及修長粗壯的直立四肢，足以獵殺當時的大型植食動物如早期蜥腳下目恐龍和二齒獸下目，早期的獸腳類恐龍也是其捕食對象。法索拉鱷和其親緣物種（例如蜥鱷、迅猛鱷、撕蛙鱷、勞氏鱷和波斯特鱷）皆為當時陸域環境的頂級掠食者。
- 雷東達龍，三疊紀時期的頂級掠食者，是最大型也是最衍化的植龍目。植龍目外型酷似鱷魚，也具有和鱷魚相似的習性和生態位。植龍目、鱷魚和勞氏鱷類都屬於偽鱷類的演化分支。雷東達龍體長約7~11公尺，以魚類和大型動物為食，早期的恐龍、二齒獸下目和其他偽鱷類皆是其捕食對象。雷東達龍和其近親（例如狂齒鱷、迷鱷和植龍）皆為當時淡水濕地和淺海的頂級掠食者。
- 海帝魚龍，生存於三疊紀時期的大海，體長約9~12公尺，為最早成為頂級掠食者的海洋爬行動物。具有鑽石形狀的鋒利牙齒，足以獵殺和自身體型同等大小的獵物。
- 喜馬拉雅魚龍，生存於三疊紀晚期的海洋，體長估計為15公尺以上，體重可能超過40公噸，是最大的掠食性海洋爬行動物。頭骨約3公尺長，粗壯程度超越所有已知的上龍亞目。該物種擁有類似海帝魚龍的牙齒，同樣帶有鋒利切割邊緣，顯示其為兇猛的掠食者。

#### 侏罗纪
- 雙冠龍，又名雙脊龍，侏羅紀早期生存於北美洲的肉食性恐龍，因其半月形的頭冠而聞名。雙冠龍和其親緣物種為最早大型化的獸腳類恐龍，雙冠龍身長6~7公尺，具有強壯的下頜骨、牙齒和四肢，會以早期的蜥腳類和鳥腳亞目為食，可能也會捕食魚類。
- 異特龍，侏羅紀晚期棲息於北美洲和歐洲的頂級掠食者，屬於異特龍科，體長8~10公尺，以大型的蜥腳下目恐龍、劍龍和彎龍等大型植食恐龍為食。和同時期同地區的蠻龍有競爭關係。曾經的食蜥王龍和依潘龍目前被歸入異特龍屬的個體體長估計約10~14公尺，是侏羅紀最大的食肉恐龍之一。異特龍的親緣物種，例如永川龍和中華盜龍，皆為當時自身所處環境的頂級掠食者。
- 蠻龍，侏羅紀晚期棲息於北美洲和歐洲的頂級掠食者，屬於斑龍超科，體長9~11公尺，主要以彎龍、橡樹龍等鳥腳亞目為食，也會攻擊劍龍和大型蜥腳類恐龍。和異特龍有競爭關係。可能屬於蠻龍屬的艾德瑪龍體長估計約12~14公尺，是侏羅紀最大的食肉恐龍之一。
- 上龍，生存於侏儸紀晚期的大海，體長約9~12公尺，以海洋爬蟲類、魚類和海洋無脊椎動物為食。在上龍屬的種類中，馮氏上龍擁有15噸的驚人咬合力。
- 切齒魚龍，生存於侏羅紀時期的海洋，體長超過12公尺，擁有比三疊紀魚龍更接近魚類的流線型身體。具有已知脊椎動物中最大的眼睛，直徑超過20公分，巨大的眼睛和牙齒說明其為當時的頂級掠食者，以菊石、烏賊、小型上龍、海鱷和其他魚龍為食。

#### 白垩纪

数种巨型兽脚类恐龙的体型相比。从左到右为：棘龙、南方巨兽龙、暴龙、马普龙、鲨齿龙

- 暴龙，又名霸王龙，以巨大的体型和凶猛的习性而闻名，生存在白垩纪末期的北美洲，以三角龙、埃德蒙顿龙等当地的大型植食恐龙为食。是体型最大的肉食性恐龙之一，体长估计约12~15公尺，也是所有的肉食性恐龙中最重、最强壮的。暴龙的咬合力高达6吨，为目前已知咬合力最大的陆生动物。暴龙和其大型亲缘物种（例如亚伯达龙、惧龙、蛇发女怪龙、血王龙、虐龙、诸城暴龙、特暴龙、白熊龙和羽王龙）皆为自身所处环境的顶级掠食者。
- 特暴龙，最大的暴龙科恐龙之一，仅次于暴龙和诸城暴龙，栖息于白垩纪末期的东亚，身长10~12公尺的肉食性恐龙，以当时的大型蜥脚下目（如后凹尾龙和纳摩盖吐龙）和鸟脚亚目（如栉龙）为食。因为长相类似，有部分学者认为特暴龙是暴龙属的第二种。
- 鲨齿龙，属于鲨齿龙科的肉食性恐龙，为南方巨兽龙的亲戚，同样为最大肉食性恐龙之一，身长估计12~13公尺，可能会猎杀潮汐龙及雷巴齐斯龙等大型植食恐龙。由于与另一种巨型肉食性恐龙──棘龙生存在同时期的北非，因此会发生一定程度上的竞争。
- 南方巨兽龙，又名超帝龙，属于鲨齿龙科的肉食性恐龙，与分布于北非的鲨齿龙为近亲，栖息于晚白垩世的南美洲，体型几乎与暴龙一样大，约13公尺，是南半球史上最大的陆地掠食动物，以大型蜥脚下目为食，巨兽龙族繁衍茂盛，除魁纣龙及马普龙外近年来又多发现了牛猎龙、米拉西斯龙等亲缘物种皆为自身所处环境的顶级掠食者。
- 马普龙，属于鲨齿龙科的肉食性恐龙，也有巨大的体型，体长估计12~13公尺。跟南方巨兽龙一样栖息于南美洲的阿根廷，年代稍晚于南方巨兽龙。被认为会以群猎方式来猎食保守估计的史上最大恐龙── 阿根廷龙。
- 魁纣龙，白垩纪初期栖息于南美洲的大型鲨齿龙科恐龙，也是南方巨兽龙的近亲，身长约12公尺，会捕食大型泰坦巨龙类的植食恐龙。是除了暴龙以外身材按身体比例最粗壮的兽脚类恐龙。
- 高棘龙，白垩纪初期的大型鲨齿龙科恐龙，栖息于北美洲，会捕食当地的大型蜥脚类如波塞东龙为食。高棘龙的体长略小于其近亲，但仍有11~12公尺。高棘龙以背上的帆状物闻名，该构造可能是作为健壮肌肉的附着处。
- 食肉牛龙，又名牛龙，生存于晚白垩世南美洲的肉食性恐龙，属于阿贝力龙超科。食肉牛龙因其具有一对像牛的角而闻名，体长7~9公尺。晚白垩世爆发森诺曼期土仑期灭绝事件，致使大型鲨齿龙科尽数灭绝，食肉牛龙所属的阿贝利龙科变取而代之成为当时南半球的顶级掠食者。
- 玛君龙，食肉牛龙的近亲，生存于晚白垩世的马达加斯加岛。成年玛君龙体长7~11公尺，为当时马达加斯加岛上最大的肉食性动物，以大型蜥脚类如掠食龙为食。玛君龙也是少数有直接化石证据证明会同类相食的恐龙。
- 霍夫曼沧龙，体型庞大的海生爬虫类，体长约13~17公尺甚至更大，几乎不输任何现生的大型鲸类，也是最大的沧龙超科成员，统治着白垩纪末期的海洋。以多种海洋动物为食，例如蛇颈龙目、大型鲨鱼和剑射鱼，甚至是其他沧龙类。
- 海王龙，霍夫曼沧龙的亲戚，体型庞大的海生爬虫类，体长超过15公尺，以海洋爬虫类、鱼类和海洋无脊椎动物为食，甚至会捕食其他沧龙类。
- 倾齿龙，霍夫曼沧龙的亲戚，体型庞大的海生爬虫类，属下的某些种体长超过14公尺，头颅骨和牙齿厚实坚固，足以粉碎有壳动物的硬甲，能捕捉大型海龟，也会捕食其他沧龙类。
- 克柔龙，生存于白垩纪早期的海洋，体长约9~13公尺，为体型最大的上龙类，以海洋爬虫类、鱼类和海洋无脊椎动物为食。拥有不同于其他上龙的圆锥状牙齿，以牺牲撕咬能力来换取更大的咬合力。
- 帝鳄，即帝王肌鳄，生存于白垩纪时期的北非，为史上出现过最大型的鳄鱼之一，体长10~11公尺。可能会以大型鱼类和中小型恐龙为食。比起其他史前的巨型淡水鳄鱼，帝鳄的四肢较为强壮，显示其拥有较好的陆地行动能力。
- 恐鳄，生存于白垩纪的北美，为史上出现过最大型的鳄鱼之一，体长约9~10公尺。恐鳄的咬合力高达18,000磅（80,000牛顿），可能会以大型恐龙为食，同时也具有海栖的习性，会捕捉大型海龟，并可能与沧龙类等海洋爬行动物发生冲突。
- 风神翼龙，一种白垩纪末期的巨型翼龙，属于神龙翼龙科中的代表性物种，它们是最晚演化出来的翼龙目动物，也是其中最先进的一支。其特点是拥有极其宽大的翅膀、粗长的脖子、尖利的巨喙、和退化至消失的牙齿。
- 哈采格翼龙，属于神龙翼龙科的大型飞行爬虫动物，以较大体型的恐龙（例如岛屿侏儒化后的泰坦巨龙类与禽龙类）为食。与风神翼龙并列为地球已知最大的飞行动物。

#### 古近纪
- 泰坦巨蚺，史前的巨型無毒蛇類，體長估計約13-15公尺，比現生的森蚺和網紋蟒還長。生存時期為6000萬年到5800萬年前的古新世，棲息於南美洲的發達水域，以巨型肺魚和鱷魚等大型動物為食。

#### 新近纪
- 偉鬣獸，屬於鬣齒獸科，是鬣齒獸的近親，也是史上最大的陸生肉食性哺乳類之一，體長估計為5到6公尺，體型比美洲野牛還大，外表像是斑鬣狗、狼、熊和獅子的放大混合體。牠們分佈於中新世早期的非洲，並以當時的大型哺乳類（如長鼻目的乳齒象和豨科）為食。
- 凶齒豨，外表像現生野豬，但演化關係比較接近河馬及鯨豚類，屬於豨科（舊稱巨豬科），體型龐大，也是該科最大的物種，肩高近1.8米，頭骨長90公分。雖然是雜食性動物，但根據凶齒豨的外部特徵，推測其為極具侵略性的頂級掠食者，會主動捕殺大型奇蹄目和偶蹄目動物，也會吃食屍體。凶齒豨和其親緣物種（例如完齒豬和古巨豬）皆為自身所處環境的頂級掠食者，也是偉鬣獸所屬的鬣齒獸科的競爭對手。
- 普魯斯鱷，史上體型最大的鱷魚，估計全長11公尺，生存於1300至800萬年前的中新世南美洲，屬於凱門鱷亞科。巨大的頭骨能並肩巨型食肉恐龍，其咬合力高達69,000牛頓，足以獵殺已知最大型的龜鱉目──駭龜、大型異關節總目和南蹄目，為當時南美洲最強大的捕食者。
- 巴里納斯鱷，生存於1200萬年前的中新世南美洲，是一種體型巨大的陸生鱷魚，體長估計有8公尺，是最大的西貝鱷類。巴里納斯鱷以大型的異關節總目和南蹄目為食，其頭骨類似獸腳類恐龍，並且擁有修長的四肢，使其能快速奔跑並用堅固的顱骨粉碎、撕裂獵物。
- 巨齿鯊，生存於中新世和上新世的海洋，為世界上體型最大的掠食性魚類，也是最大型的掠食性動物，體長12~20公尺，為一般大白鯊的三倍之多，體重可能破百噸，同時也是目前已知咬合力最大的生物，高達18噸。由於體型巨大、攻擊性極強和強大的力量，被認為以鯨魚等大型海洋動物為食。巨齒鯊和利維坦鯨的生存年代及栖息地有很大重疊，之間可能有競爭關係。和利維坦鯨一樣，為當時的頂級掠食者。
- 利維坦鯨，生存於中新世和上新世的海洋，最大型的掠食性鯨魚，是抹香鯨已滅絕的親戚。但跟只有下顎長有牙齒的抹香鯨不同，利維坦鯨擁有全套功能的巨大利牙，足以獵殺大型鬚鯨。利維坦鯨體型幾乎可達虎鯨的兩倍，約為13.5-17.5公尺。與生存於同時同地的巨齒鯊之間有競爭關係，和巨齿鯊一樣，為當時的頂級掠食者。
- 丘布特凱克鯊，大白鯊的史前巨型親戚，也是當時最頂級的掠食者之一。體型只略小於巨齒鯊，約12-13公尺，和兩大海洋霸主巨齒鯊與梅爾維爾鯨幾乎生存在同一時代，依分佈及食性來看，很可能會與前兩者發生競爭。

#### 第四纪
- 泰坦鳥，不能飛的大型掠食性鳥類，身高將近3公尺。生存於上新世和更新世早期，是唯一生活在北美洲的駭鳥科成員，也是刃齒虎的競爭對手。巨大的鳥喙可以擊碎骨頭，使這種鳥類和其親緣物種（例如恐鶴和副雷鳴鳥）成為可怕的頂級掠食者，足以獵殺大型的有蹄類動物。
- 刃齒虎，又稱斯劍虎或美洲劍齒虎，屬於劍齒虎亞科，比現生的老虎和獅子還強壯。體格粗壯，足以獵殺體型是自身數倍的大地懶和猛犸象。刃齒虎的所有種都在更新世和全新世早期的美洲發現，種類當中以毀滅刃齒虎體型最大，同時也是最重的貓科動物之一。
- 短面熊，體型龐大的熊，生存於冰河時期的北美洲，也是當地最大的陸生肉食性哺乳類動物，體重有棕熊的兩倍。四肢修長善於奔跑，被認為是完全肉食性的熊，也是刃齒虎的競爭對手。
- 古巨蜥，科莫多龍的史前親戚，是史上最大的陸棲蜥蜴，也是最大的有毒動物，體長估計約6-7公尺，是科莫多龍的兩倍之多。生存於更新世時期的澳大利亚，為當地最頂級的掠食者之一，憑藉龐大的體型使其能輕鬆捕殺當時澳洲的巨型有袋類。
- 哈斯特鷹，棲息於新西兰的大型猛禽，體型比現存的角鵰和金鵰等大型猛禽大一些，翼展約3公尺。捕食恐鳥等紐西蘭的鳥類，甚至連人類也可能會成為捕食目標。

### 具爭議的史前頂級掠食者
(以下為頗具爭議的史前頂級掠食者，可能並非位於其生存環境的食物鏈最頂層或者非頂尖掠食動物）
- 房角石，屬鸚鵡螺類，生存於奧陶紀時期的海洋。房角石長度約為9公尺，是一種生活在深海的伏擊型掠食者，可能以三葉蟲、海蠍、頭足綱與無頜魚為食，然而最近的研究表明房角石其實是濾食性動物，且可能也是大型海蠍的潛在獵物。
- 棘龍，又名棘背龍，棘龍科裡體型最大的物種，也是最長的肉食性恐龍，體長估計約13~17公尺，以背上高聳的帆狀物和如同鱷魚般的狹長吻部而聞名，具有巨大的前肢、相對短小的後肢以及如蠑螈或肺魚般的尾巴，顯示其為高度水棲的頂級掠食者，也是目前已知唯一可能以四足行走的獸腳類恐龍。棘龍棲息於白堊紀北非的廣大濕地和沼澤，這種恐龍的食性來源可能十分多樣，大型魚類到中小型恐龍皆為其捕食目標。目前仍不確定棘龍主要是陸地掠食動物，還是魚食性。
- 龍王鯨，始新世的古代鯨魚，體長超過20公尺，是種侵略性的掠食者，掠食多種海洋動物。外表與滄龍類的物種有些像，因此剛被發現時以為是爬蟲類。雖然龍王鯨有能力捕食中小型鯊魚和其他鯨豚類，但其身體構造僅適合在淺海地區生活，且當時海洋中也有斜耳齒鯊等體長能達到12公尺的大型掠食性魚類，可能會對龍王鯨造成威脅。
- 安氏獸，生存於始新世，體型僅次於偉鬣獸的陸生肉食性哺乳類，屬於偶蹄類，因此被戲稱為披著狼皮的羊，實際上是豨科的近親，演化關係比較接近河馬及鯨豚類。目前只有頭顱骨被發現，故不清楚安氏獸究竟是掠食者，雜食動物還是食腐動物。不同肉食性動物與安氏兽的比例。

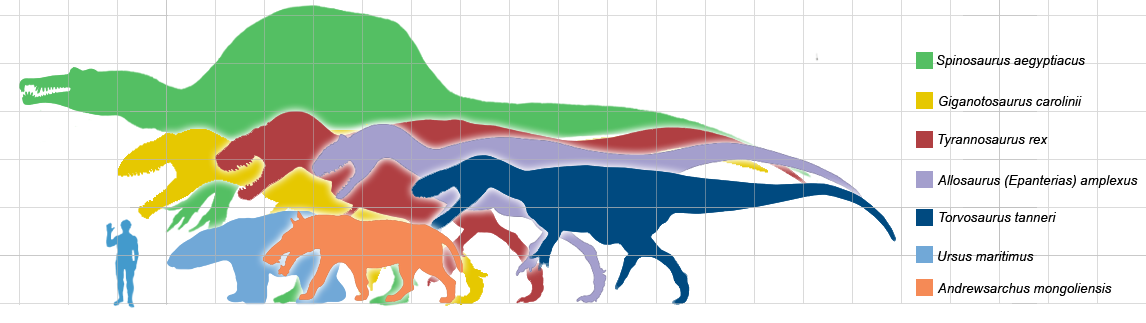
不同肉食性動物與安氏兽的比例。

- 阿根廷巨鷹，生存在中新世晚期，屬於畸鳥科。是種體型巨大的猛禽，也是世界上最大的飛行鳥類之一，翼展可達8公尺，是少數可跟大型翼龍相比的鳥類，但由於後肢脆弱，無法捕捉大型動物，可能是食腐動物，習性類似禿鷹。

### 近代頂級掠食者
- 人類，雜食性哺乳類動物，力量與速度皆非在自然界中突出，但懂得使用發達的智力和工具，與同類發展社會關係，通過策略和合作，獵殺並進食其他比自身強大的動物。在文明阶段甚至出現圈养、人工繁殖自己所需要的動植物（例如禽畜等）来供给食物。目前對其他物種帶來巨大的危險威脅。
- 老虎，最大型貓科動物，主要分布於亞洲，為獅子的近親，叢林中最頂級的掠食者，以大型哺乳類、鳥類和爬蟲類等動物為食，有時候會和河口鱷發生衝突。
- 獅子，大型貓科動物，為非洲大草原最頂級的掠食者，捕食對象範圍相當廣泛，主要掠食多種草食性哺乳類、鸟类和爬蟲類。會與尼羅鱷發生衝突，也時常殺害斑鬣狗、花豹和非洲野狗等掠食者，以排除競爭。
- 美洲豹，美洲最大貓科動物，也是世界第三大貓科（僅次於虎和獅），獵食的動物種類十分多樣化，一有機會的話，也會獵食眼鏡凱門鱷。會與黑凱門鱷及森蚺發生衝突。
- 棕熊，體型極為龐大的熊科動物，位於生態位的最頂層。為雜食性動物，會取食果實、樹葉、青草和蜂蜜及鮭魚，但飢餓時也會像獅、虎和豹一樣獵食大型哺乳類。
- 北極熊，現存最大的肉食性陸生哺乳類，為棕熊的近親，經常捕食海洋哺乳類和魚類。
- 灰狼，在犬科動物中，灰狼是體型最大的物種。灰狼有高度的社會行為，經常以群體獵食的方式來攻擊草食性哺乳類。
- 金鵰，大型猛禽，食性廣，以鳥類、哺乳類和魚類等動物為食。
- 白頭海鵰，棲息於北美洲的大型猛禽，雖然大部分的時間以魚類為食，但也常捕食鳥類和哺乳類。
- 角鵰，獵食多種動物，為亞馬遜雨林最具優勢的大型猛禽，也是雨林最頂級的掠食者。
- 虎鯨，為海洋中最頂級的掠食者，捕食魚類、海洋哺乳類、海鳥和海龜等動物，甚至會獵殺其他大型鯨魚和鯊魚，藍鯨和大白鯊皆在其狩獵範圍內。
- 抹香鯨，現存最大的齒鯨，經常捕食大王烏賊、大王酸漿魷等大型動物，也會捕食魚類。為海洋中體型龐大的頂級掠食者。
- 大白鯊，現存最大的掠食性鯊魚，會捕食魚類和海洋哺乳動物，也有攻擊人類的記錄。會與虎鯨發生衝突。
- 小頭睡鯊，棲息於北極海域的大型鯊魚，體型不亞於大白鯊，平時行動緩慢，但會掠食速度較快的海豹和魚類。
- 河口鱷，又名鹹水鱷或灣鱷，成鱷體長6-7公尺，現存最大的鱷魚，在濕地食物鏈中扮演了頂級掠食者的角色，以大型哺乳動物和魚類為食。相較於其他鱷魚，河口鱷擁有高度的耐鹽性，因此也會下海捕食海洋動物，海龜和公牛鯊也經常成為河口鱷的獵物。河口鱷有時會和老虎發生衝突。
- 尼羅鱷，又名尼羅河鱷，分布於非洲大陸和馬達加斯加島的水域中，現存第二大的鱷魚，也具有一定的耐鹽性。在江河食物鏈中扮演了頂級掠食者的角色，以大型哺乳動物和魚類為食。尼羅鱷經常與其他大型動物如獅子和河馬發生衝突，獵豹和花豹也都有被尼羅鱷捕食的記錄。
- 黑凱門鱷，美洲最大的鱷魚，主要棲地在亞馬遜河一帶，能獵食多種大型動物，有時會和森蚺和美洲豹發生衝突。
- 科莫多龍，一種巨蜥，現存最大的蜥蜴，僅棲息在印尼科莫多島及附近幾個島嶼，與已滅絕的古巨蜥有親緣關係，最長可超過3公尺，會以牛、羊、鹿、猴子、蟒蛇之類的大型動物為食，在島上的生態位相當於獅子及老虎。
- 森蚺，世界上體型最大的蛇類之一，體長超過7公尺，以眼鏡凱門鱷及水豚等大型動物為食。有時會和黑凱門鱷和美洲豹發生衝突。
- 網紋蟒，是體長超過森蚺的巨型蛇類，棲息於東南亞的熱帶雨林，會捕食大型動物。